# ماري رشو
ماري رشو (ولدت في اللاذقية سنة 1942)، هي كاتبة وروائية سورية وعضو في اتحاد الكتّاب العرب.

## من مؤلفاتها
- وجه وأغنية (قصص)، قوس قزح، 1989.
- قوانين رهن القناعات (قصص)، اتحاد الكتاب العرب،1991.
- هرولة فوق صقيع توليدو (رواية)، دار الحصاد، 1993.
- عند التلال-بين الزهور (رواية)، دار الحوار، 1995.
- الحب في ساعة غضب (رواية)، دار الأهالي، 1998.
- توليدو ثانية (رواية)، مكتبة بالميرا، 1998.
- أجمل النساء (قصص)، اتحاد الكتاب العرب، 2000.
- أول حب-آخر حب (رواية)، دار الحوار، 2001.
- الحب أولاً (قصص)، وزارة الثقافة، 2002.
- الدفلى (رواية)، اتحاد الكتاب، 2002.
- مايك الصغير (قصص أطفال )، مطبعة السعيد، 2004.
- الشبيهة (رواية)، دار الحوار، 2004.
- أوراق حلم (قصص)، اتحاد الكتاب العرب، 2005.
- صور تلاحقني (رواية)، دار الحوار، 2007.
- طفلة الكوليرا (رواية)، دار الساقي، 2008.
- حرائق امرأة (رواية)، العربية للعلوم، 2010.

## جوائز
- نالت جائزة أصدقاء الثقافة في سوريا عن روايتها «هرولة فوق صقيع توليدو».
- وجائزة سيناريو عن فيلم للأطفال في مهرجان القاهرة الدولي لسينما الطفل.